# 앙리폴 모트
앙리폴 모트(프랑스어: Henri-Paul Motte, 1846년 12월 13일~1922년 4월 1일)는 역사화와 역사 장르를 전문으로 한 파리 출신의 프랑스 화가이다.

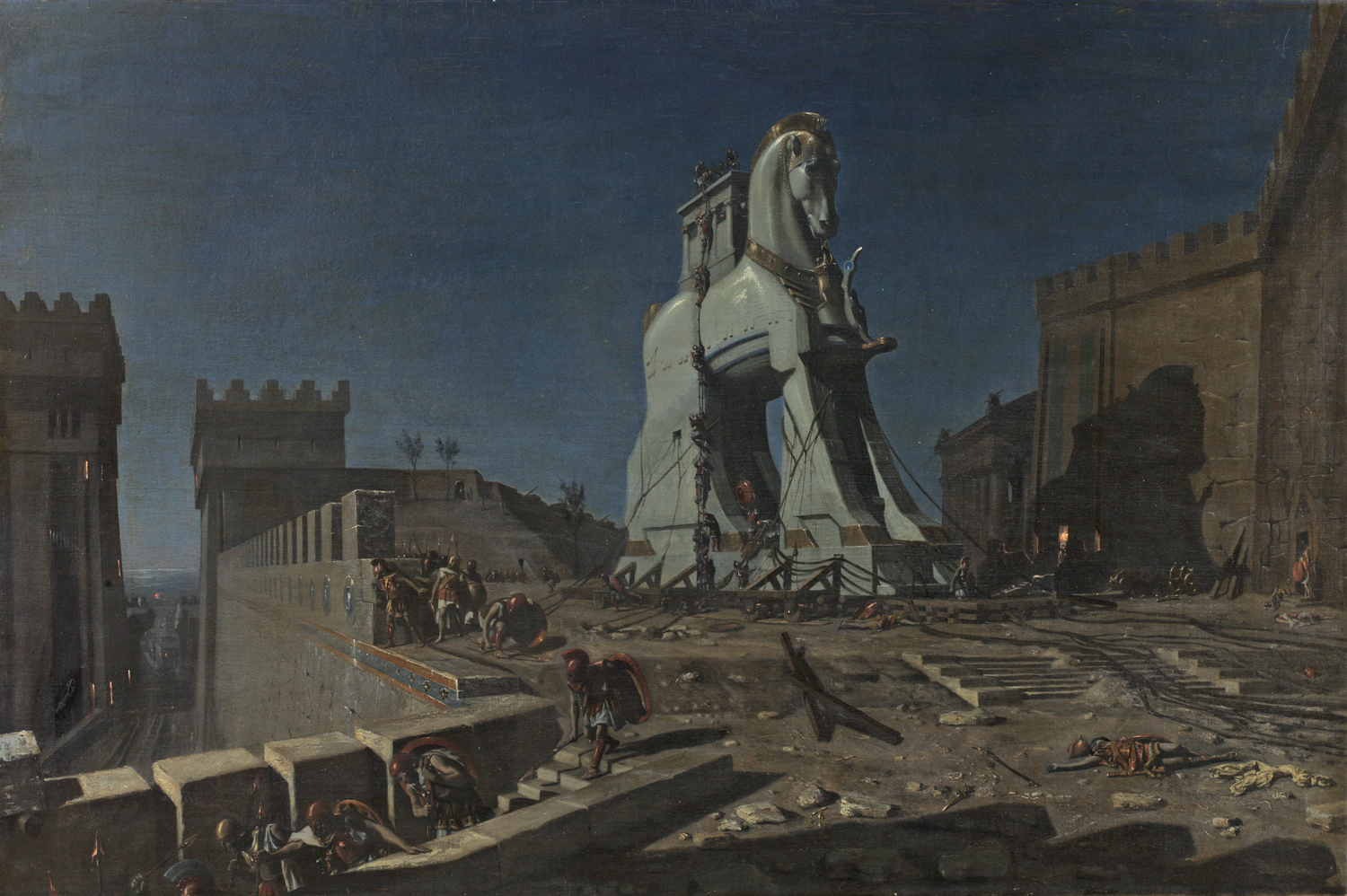
《트로이 목마》(Le cheval de Troie), 1874년

모트는 화가 장레옹 제롬의 제자였으며 1874년부터 파리 살롱에 작품을 전시하기 시작했다. 그는 《트로이 목마》(프랑스어: Le cheval de Troie)라는 그림으로 살롱에 데뷔했으며, 이 그림은 2011년부터 워즈워스 아테니움에 소장되어 있다. 1892년에 그는 레지옹 도뇌르 슈발리에 작위를 받았다. 그는 1900년 만국박람회에서 동메달을 획득했다. 그는 리슐리외 추기경이 그려진 라로셸 공성전을 묘사한 작품으로 가장 잘 알려져 있으며, 이 그림은 1881년에 완성되었다.

## 작품

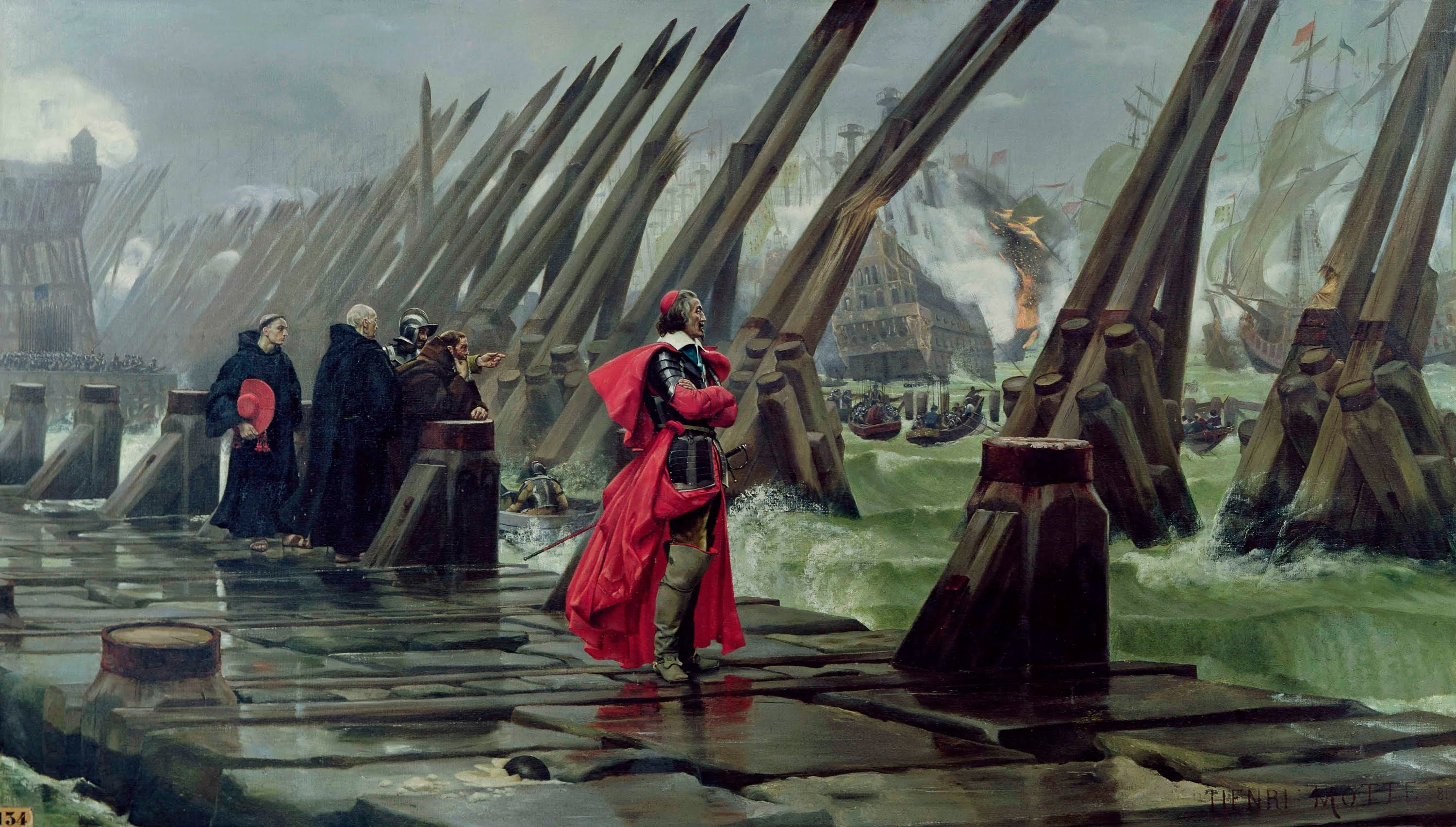
《라로셸 방파제에 있는 리슐리외》, 1881년
《론강을 건너는 한니발의 군대》, 1878년
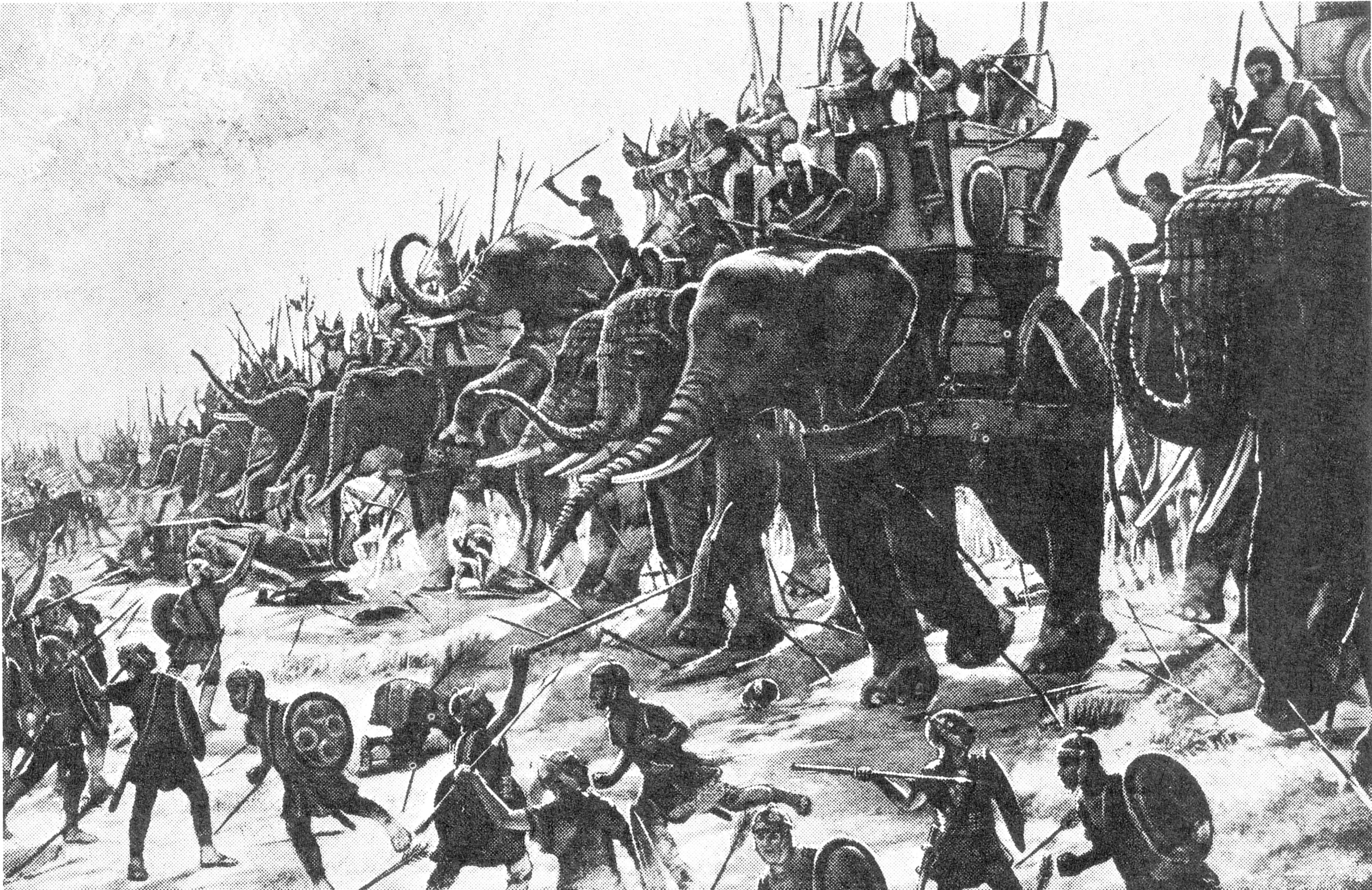
《자마 전투》, 1906년, 인그레이빙 기법
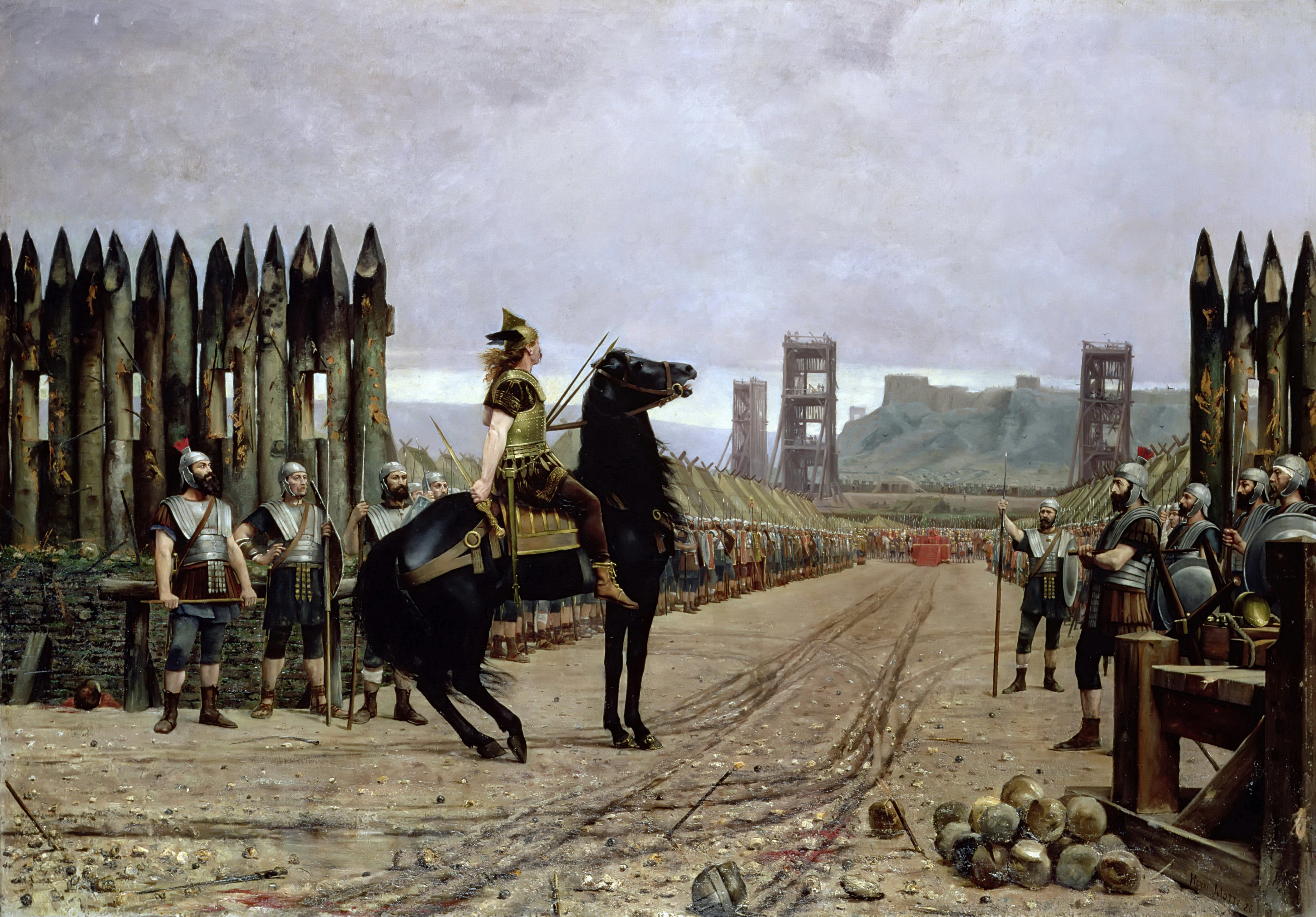
《시저에게 항복하는 베르킨게토릭스》, 1886년
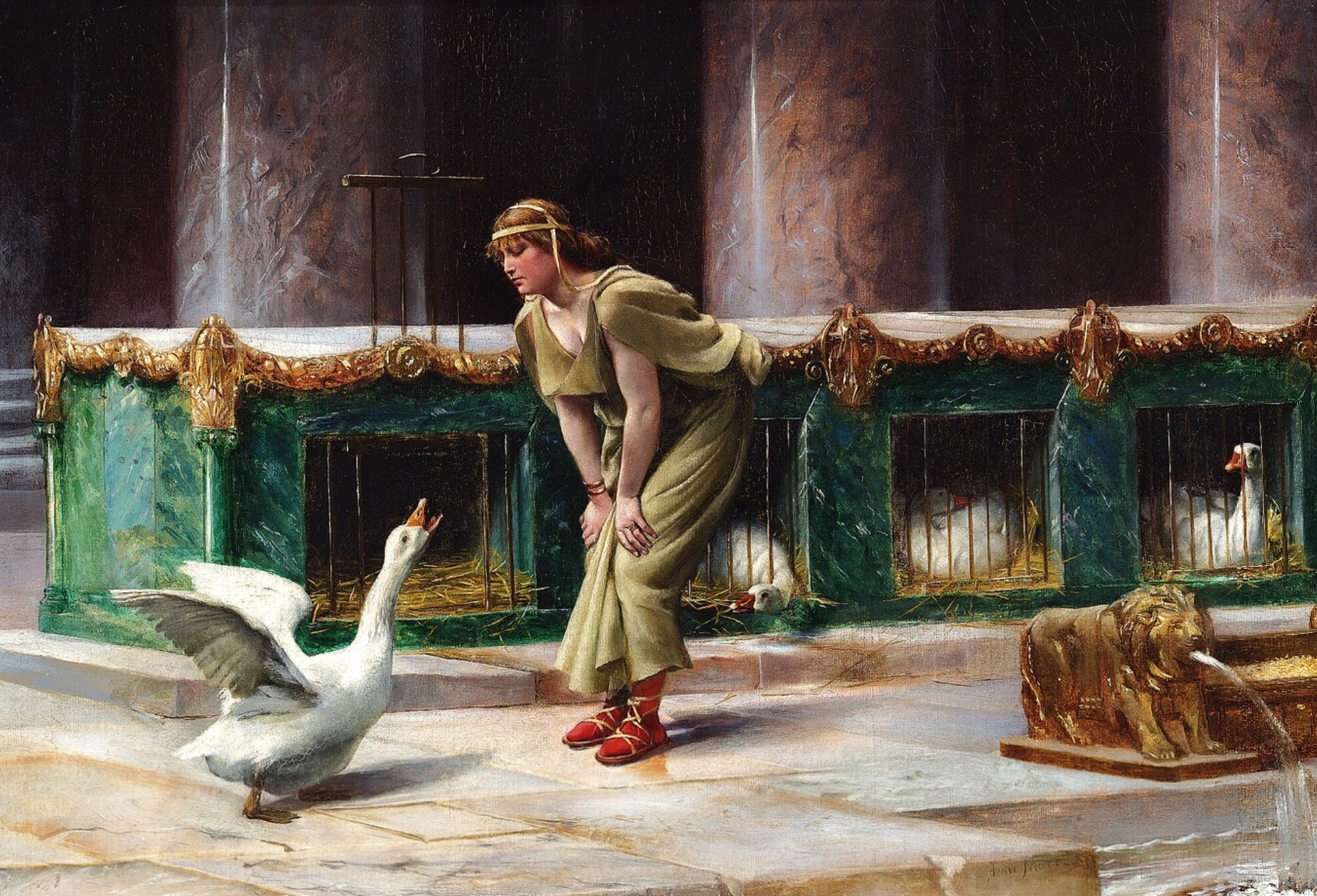
《주노 신전의 거위들》, 1889년
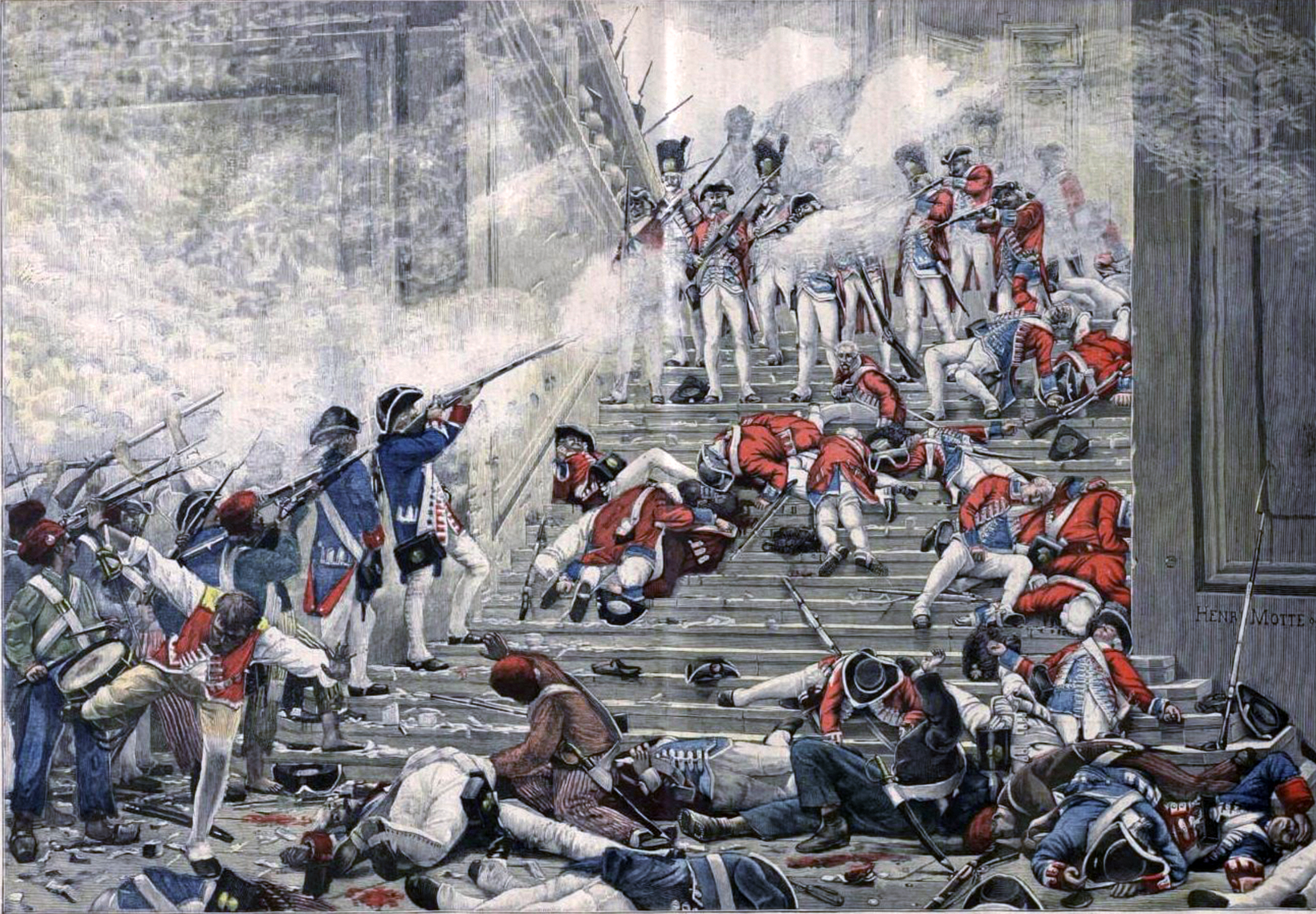
1792년 튈르리 습격 당시 궁전 현관 계단의 스위스 근위대를 묘사한 그림, 1892년
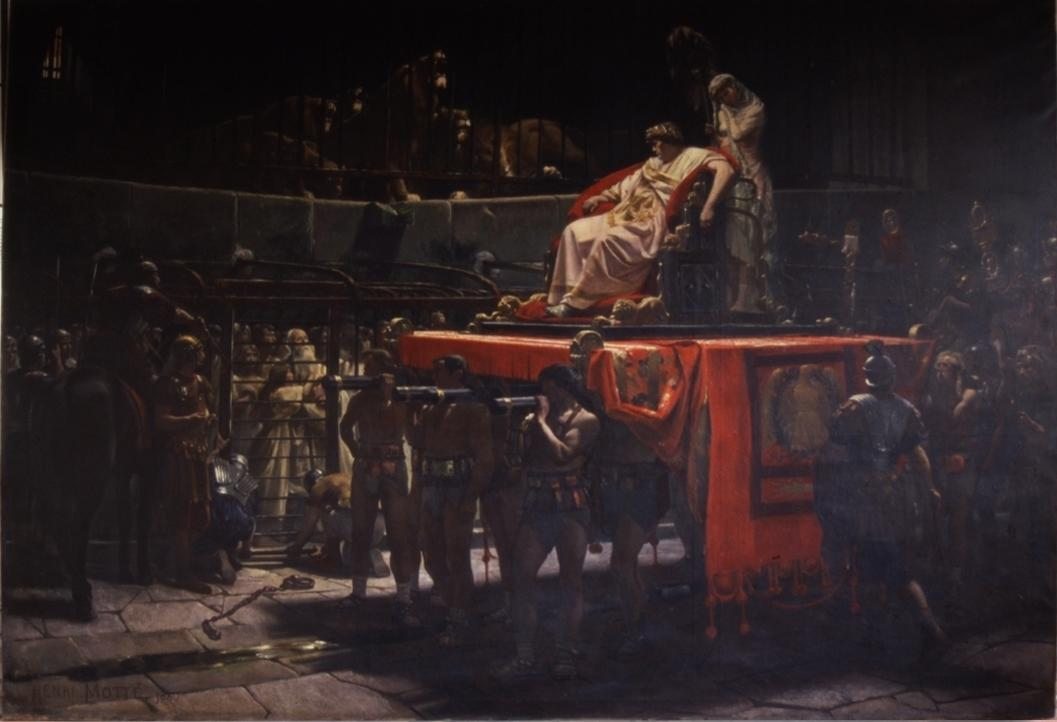
《지루해하는 카이사르》, 1880년
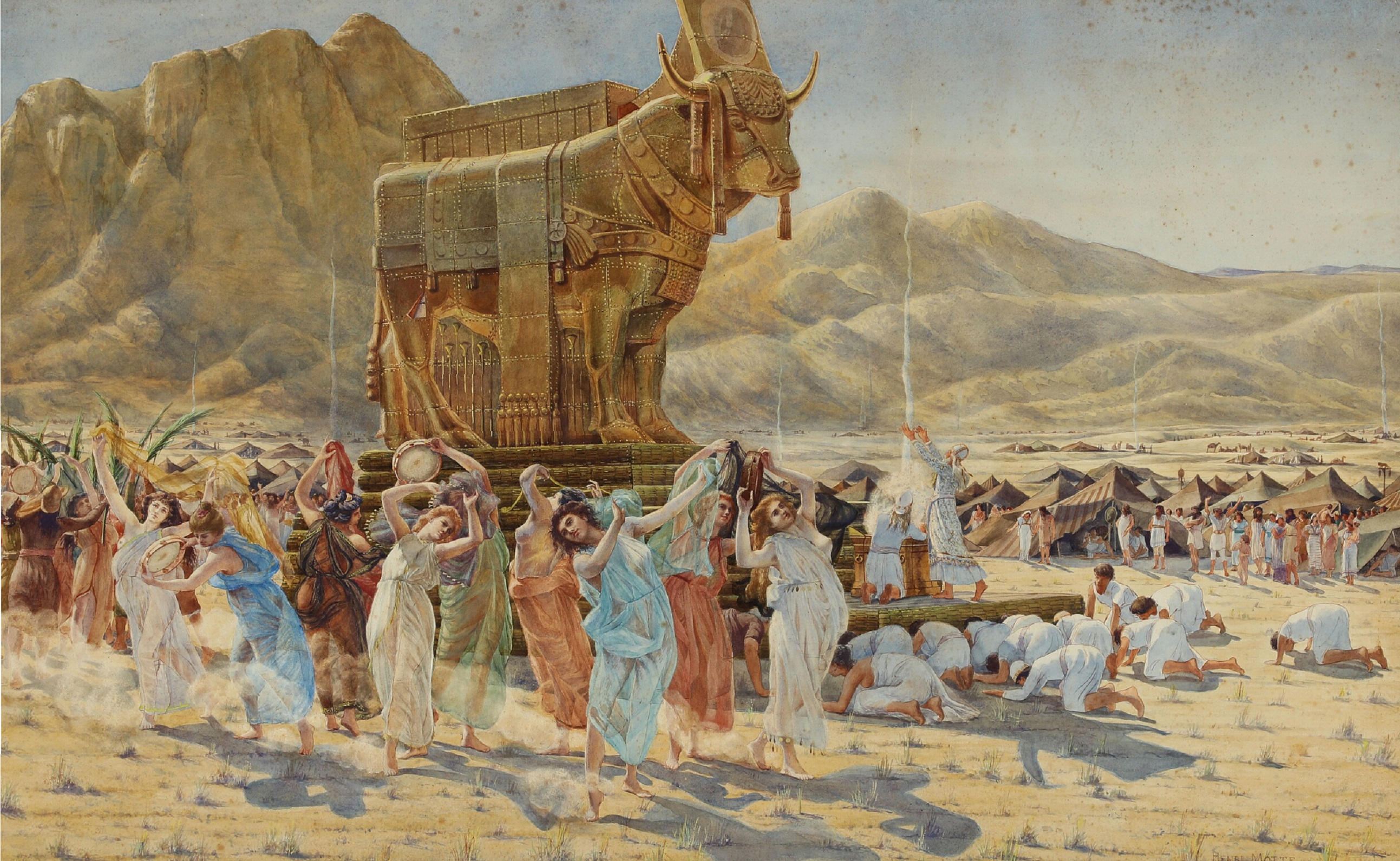
《금송아지 주변에서 춤을 추는 이스라엘 백성들》, 1899년
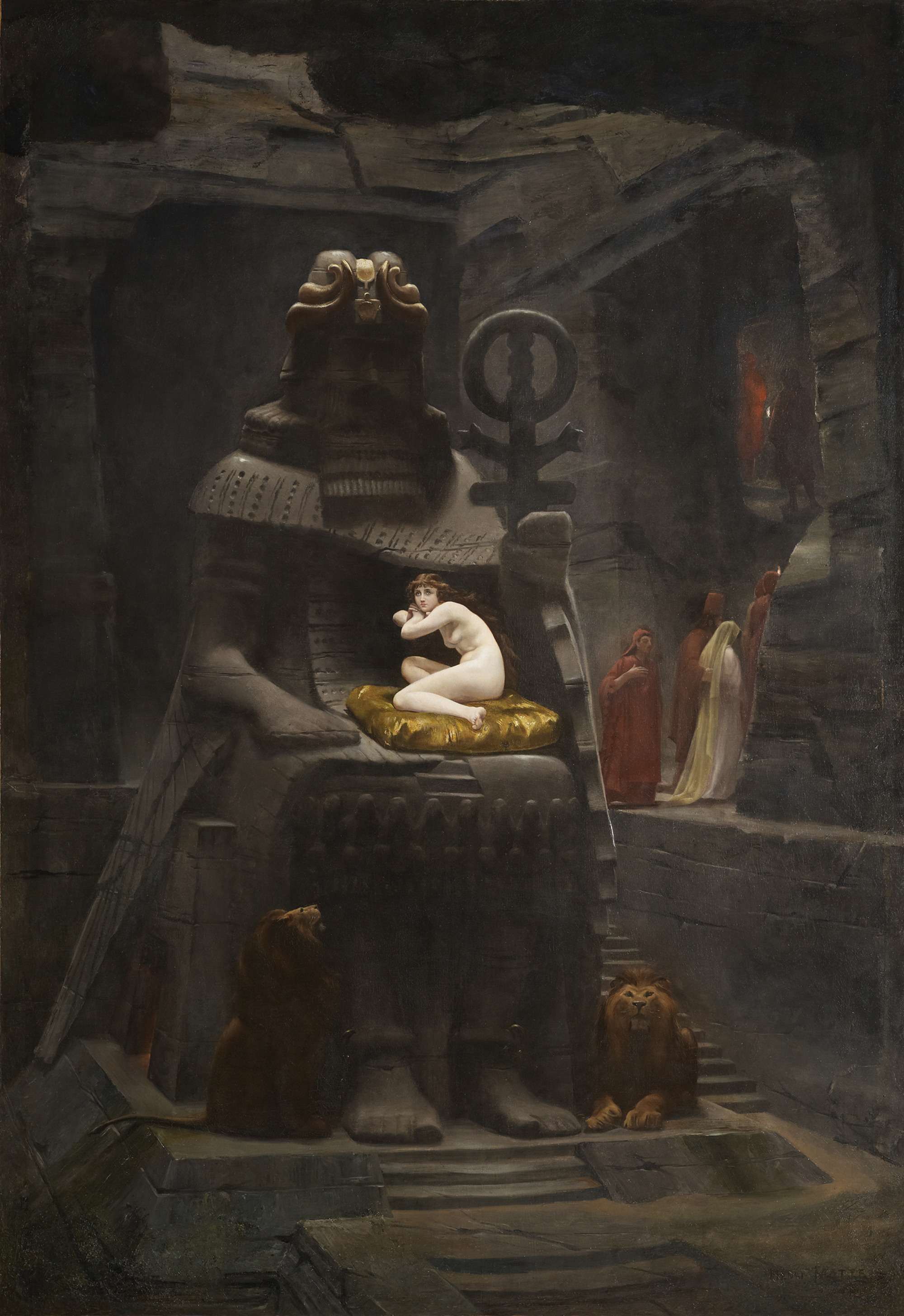
《벨루스의 신부》, 1885년, 오르세 미술관